# Сан-Андрес-Тустла
Сан-Андрес-Тустла (исп. San Andrés Tuxtla) — город и административный центр одноимённого муниципалитета в мексиканском штате Веракрус. Численность населения, по данным переписи 2010 года, составила 61 769 человек.

## История
Город основан в 1825 году.